# Inosine diphosphate
L’inosine diphosphate, abrégée en IDP, est un nucléotide, ester d'acide pyrophosphorique et d'inosine, un nucléoside purique.